# WWF The Music, Vol. 2
WWF The Music, Vol. 2 è un album pubblicato dalla World Wrestling Federation nel 1997. Contiene le musiche d'ingresso dei wrestler.

## Tracce
| Traccia | Titolo             | Wrestler/PPV      | Durata |
| ------- | ------------------ | ----------------- | ------ |
| 1       | Dark Side          | The Undertaker    | 3:53   |
| 2       | Hell Frozen Over   | Steve Austin      | 2:57   |
| 3       | Pearl River Rip    | Ahmed Johnson     | 3:15   |
| 4       | Wild Cat           | Marc Mero & Sable | 2:52   |
| 5       | You Start the Fire | Bret Hart         | 3:10   |
| 6       | Mastodon           | Vader             | 3:09   |
| 7       | Ode to Freud       | Mankind           | 3:02   |
| 8       | Dude Love          | Dude Love         | 3:08   |
| 9       | We Are The Nation  | Faarooq           | 3:03   |
| 10      | Destiny            | Rocky Maivia      | 3:06   |
| 11      | Snap               | Sycho Sid         | 3:19   |
| 12      | Dangerous          | Ken Shamrock      | 3:17   |
| 13      | Can't Get Enough   | Flash Funk        | 3:25   |
| 14      | I Know You Want Me | Sunny             | 3:28   |
| 15      | Sexy Boy           | Shawn Michaels    | 3:00   |